# Kłanino, West Pomeranian Voivodeship
Kłanino [kwaˈninɔ] (German Klannin) là một ngôi làng thuộc khu hành chính của Gmina Bobolice, thuộc quận Koszalin, West Pomeranian Voivodeship, ở phía tây bắc Ba Lan. Nó nằm khoảng 13 kilômét (8 mi) phía tây bắc Bobolice, 25 km (16 mi) về phía đông nam Koszalin và 142 km (88 mi) về phía đông bắc của thủ đô khu vực Szczecin.
Trước năm 1945, khu vực này là một phần của Đức. Đối với lịch sử của khu vực, xem Lịch sử của Pomerania.
Ngôi làng hiện tại có dân số 470.